# Stanley-Cup-Playoffs 1935
Die Playoffs um den Stanley Cup des Jahres 1935 begannen am 23. März 1935 und endeten am 9. April 1935 mit dem 3:0-Sieg der Montreal Maroons über die Toronto Maple Leafs. Die Maroons gewannen damit ihren zweiten und zugleich letzten Titel, da sich das Team 1938 aus dem Spielbetrieb der NHL zurückzog. Zuletzt waren sie 1926 erfolgreich gewesen, als sie zugleich mit den Victoria Cougars das letzte rein kanadische Endspiel gebildet hatten. Die Maple Leafs hingegen bestritten ihr drittes Stanley-Cup-Finale in den letzten vier Jahren, zuletzt unterlagen sie 1933 den New York Rangers.

## Modus
Für die Playoffs qualifizierten sich die jeweils drei besten Teams der beiden Divisionen. Die beiden Divisionssieger spielten in einem ersten Halbfinale direkt einen der beiden Finalteilnehmer aus. Die vier übrigen Teams standen sich in zwei Viertelfinals gegenüber, wobei die beiden Divisionszweiten sowie die beiden Divisionsdritten aufeinandertrafen. Die Viertelfinals mündeten schließlich im zweiten Halbfinale, das den zweiten Finalteilnehmer ermittelte. Dabei wurde das erste Halbfinale sowie das Stanley-Cup-Finale im Best-of-Five-Modus ausgetragen, während in der zweiten Halbfinalserie und den beiden Viertelfinalserien grundsätzlich zwei Spiele ausgetragen wurden. In diesen wurde nur die Tordifferenz zum Weiterkommen berücksichtigt, sodass auch Unentschieden möglich waren.
In Serien mit Best-of-Five-Modus hatte das niedriger gesetzte Team in den ersten beiden Spielen Heimrecht, bevor die höher gesetzte Mannschaft drei Heimspiele in Folge bestritt. In Serien mit nur zwei Partien richtete jedes Team ein Heimspiel aus. Anzumerken ist jedoch, das von der dargestellten Verteilung des Heimrechts aus verschiedenen Gründen regelmäßig abgewichen wurde.
Bei Spielen, die nach der regulären Spielzeit von 60 Minuten unentschieden blieben, folgte die Overtime. Sie endete durch das erste erzielte Tor (Sudden Death). Von dieser Regelung ausgenommen waren die Viertelfinalspiele sowie das zweite Halbfinale, die allesamt Unentschieden enden konnten und nur in die Overtime gingen, sofern die Tordifferenz am Ende des zweiten Spiels keinen Sieger hervorgebracht hatte.

## Qualifizierte Teams
| Canadian Division - (C1) Toronto Maple Leafs - (C2) Montreal Maroons - (C3) Canadiens de Montréal | American Division - (A1) Boston Bruins - (A2) Chicago Black Hawks - (A3) New York Rangers |

## Playoff-Baum
|  | Viertelfinale | Viertelfinale         | Viertelfinale    |                  |                  | Halbfinale | Halbfinale          | Halbfinale |  |  | Stanley-Cup-Finale | Stanley-Cup-Finale | Stanley-Cup-Finale |
|  |               |                       |                  |                  |                  |            |                     |            |  |  |                    |                    |                    |
|  |               |                       |                  |                  |                  |            |                     |            |  |  |                    |                    |                    |
|  |               |                       |                  |                  |                  |            |                     |            |  |  |                    |                    |                    |
|  | C1            | Toronto Maple Leafs   | 3                |                  |                  |            |                     |            |  |  |                    |                    |                    |
|  | C1            | Toronto Maple Leafs   | 3                |                  |                  |            |                     |            |  |  |                    |                    |                    |
|  |               |                       | A1               | Boston Bruins    | 1                |            |                     |            |  |  |                    |                    |                    |
|  |               |                       |                  | Boston Bruins    | 1                |            |                     |            |  |  |                    |                    |                    |
|  |               |                       |                  |                  |                  |            |                     |            |  |  |                    |                    |                    |
|  |               |                       |                  |                  |                  |            |                     |            |  |  |                    |                    |                    |
|  |               |                       |                  |                  |                  | C1         | Toronto Maple Leafs | 0          |  |  |                    |                    |                    |
|  |               | C2                    | Montreal Maroons | 3                |                  |            |                     |            |  |  |                    |                    |                    |
|  | C2            | Montreal Maroons      | 1                |                  |                  |            |                     |            |  |  |                    |                    |                    |
|  | A2            | Chicago Black Hawks   | 0                |                  |                  |            |                     |            |  |  |                    |                    |                    |
|  | A2            | Chicago Black Hawks   | 0                | C2               | Montreal Maroons | 15         |                     |            |  |  |                    |                    |                    |
|  |               |                       |                  | C2               | Montreal Maroons | 15         |                     |            |  |  |                    |                    |                    |
|  |               |                       | A3               | New York Rangers | 04               |            |                     |            |  |  |                    |                    |                    |
|  | C3            | Canadiens de Montréal | A3               | New York Rangers | 04               | 05         |                     |            |  |  |                    |                    |                    |
|  | C3            | Canadiens de Montréal |                  |                  |                  |            |                     |            |  |  |                    |                    |                    |
|  | A3            | New York Rangers      | 16               |                  |                  |            |                     |            |  |  |                    |                    |                    |

## Viertelfinale

### (A2) Chicago Black Hawks – (C2) Montreal Maroons
| 23. März 1935 | Montreal Maroons | 0:0 (0:0, 0:0, 0:0) Spielbericht Stand: 0:0 | Chicago Black Hawks | Forum de Montréal, Montréal, Québec |

| 26. März 1935 | Chicago Black Hawks | 0:1 n. V. (0:0, 0:0, 0:0, 0:1) Spielbericht Stand: 0:1 Tordifferenz: 0:1 | Montreal Maroons Baldy Northcott (64:02) | Chicago Stadium, Chicago, Illinois |

### (A3) New York Rangers – (C3) Canadiens de Montréal
| 24. März 1935 | New York Rangers Cecil Dillon (8:00) Bill Cook (52:42) | 2:1 (1:0, 0:1, 1:0) Spielbericht Stand: 1:0 | Canadiens de Montréal Roger Jenkins (33:54) | Madison Square Garden, New York City, New York |

| 26. März 1935 | Canadiens de Montréal Leroy Goldsworthy (30:52) Jack McGill (44:39) Jack McGill (49:52) Aurèle Joliat (50:17) | 4:4 (0:1, 1:2, 3:1) Spielbericht Stand: 0:1 Tordifferenz: 5:6 | New York Rangers Lynn Patrick (16:34) Butch Keeling (28:38) Cecil Dillon (33:11) Butch Keeling (45:14) | Forum de Montréal, Montréal, Québec |

## Halbfinale

### (C1) Toronto Maple Leafs – (A1) Boston Bruins
| 23. März 1935 | Boston Bruins Dit Clapper (93:26) | 1:0 n. V. (0:0, 0:0, 0:0, 0:0, 1:0) Spielbericht Stand: 1:0 | Toronto Maple Leafs | Boston Garden, Boston, Massachusetts |

| 26. März 1935 | Boston Bruins | 0:2 (0:0, 0:0, 0:2) Spielbericht Stand: 1:1 | Toronto Maple Leafs Charlie Conacher (49:50) Busher Jackson (52:03) | Boston Garden, Boston, Massachusetts |

| 28. März 1935 | Toronto Maple Leafs Bill Thoms (0:43) Nick Metz (31:03) Busher Jackson (52:27) | 3:0 (1:0, 1:0, 1:0) Spielbericht Stand: 2:1 | Boston Bruins | Maple Leaf Gardens, Toronto, Ontario |

| 30. März 1935 | Toronto Maple Leafs Pep Kelly (38:11) Pep Kelly (41:36) | 2:1 (0:1, 1:0, 1:0) Spielbericht Stand: 3:1 | Boston Bruins Red Beattie (15:45) | Maple Leaf Gardens, Toronto, Ontario |

### (C2) Montreal Maroons – (A3) New York Rangers
| 28. März 1935 | New York Rangers Bun Cook (3:10) | 1:2 (1:1, 0:1, 0:0) Spielbericht Stand: 0:1 | Montreal Maroons Herb Cain (10:18) Baldy Northcott (34:43) | Madison Square Garden, New York City, New York |

| 30. März 1935 | Montreal Maroons Marvin Wentworth (13:03) Russ Blinco (19:33) Dave Trottier (42:41) | 3:3 (2:1, 0:1, 1:1) Spielbericht Stand: 0:1 Tordifferenz: 5:4 | New York Rangers Bun Cook (13:46) Lynn Patrick (29:06) Bert Connelly (48:30) | Forum de Montréal, Montréal, Québec |

## Stanley-Cup-Finale

### (C1) Toronto Maple Leafs – (C2) Montreal Maroons
| 4. April 1935 | Toronto Maple Leafs Frank Finnigan (34:28) King Clancy (38:12) | 2:3 n. V. (0:0, 2:2, 0:0, 0:1) Spielbericht Stand: 0:1 | Montreal Maroons Earl Robinson (23:57) Marvin Wentworth (39:12) Dave Trottier (65:28) | Maple Leaf Gardens, Toronto, Ontario |

| 6. April 1935 | Toronto Maple Leafs Busher Jackson (27:31) | 1:3 (0:1, 1:1, 0:1) Spielbericht Stand: 0:2 | Montreal Maroons Earl Robinson (15:44) Russ Blinco (36:47) Baldy Northcott (43:27) | Maple Leaf Gardens, Toronto, Ontario |

| 9. April 1935 | Montreal Maroons Jimmy Ward (19:35) Baldy Northcott (36:18) Marvin Wentworth (36:30) Gus Marker (41:02) | 4:1 (1:0, 2:1, 1:0) Spielbericht Stand: 3:0 | Toronto Maple Leafs Bill Thoms (32:59) | Forum de Montréal, Montréal, Québec |

### Stanley-Cup-Sieger
| Stanley-Cup-Sieger Montreal Maroons | Torhüter: Alex Connell Verteidiger: Lionel Conacher, Stewart Evans, Bill Miller, Allan Shields, Marvin Wentworth Angreifer: Toe Blake, Russ Blinco, Herb Cain, Dutch Gainor, Bob Gracie, Gus Marker, Sammy McManus, Baldy Northcott, Earl Robinson, Hooley Smith (C), Dave Trottier, Jimmy Ward Cheftrainer & General Manager: Tommy Gorman |

## Beste Scorer
Abkürzungen: GP = Spiele, G = Tore, A = Assists, Pts = Punkte, PIM = Strafminuten; Fett: Bestwert
| Spieler          | Team          | GP | G | A | Pts | PIM |
| ---------------- | ------------- | -- | - | - | --- | --- |
| Baldy Northcott  | Montreal Mar. | 7  | 4 | 1 | 5   | 0   |
| Busher Jackson   | Toronto       | 7  | 3 | 2 | 5   | 4   |
| Marvin Wentworth | Montreal Mar. | 7  | 3 | 2 | 5   | 0   |
| Charlie Conacher | Toronto       | 7  | 1 | 4 | 5   | 6   |
| Lynn Patrick     | NY Rangers    | 4  | 2 | 2 | 4   | 0   |
| Earl Robinson    | Montreal Mar. | 7  | 2 | 2 | 4   | 0   |
| Russ Blinco      | Montreal Mar. | 7  | 2 | 2 | 4   | 2   |
| Charlie Conacher | Toronto       | 9  | 3 | 2 | 5   | 12  |
| Butch Keeling    | NY Rangers    | 4  | 2 | 1 | 3   | 0   |
| Cecil Dillon     | NY Rangers    | 4  | 2 | 1 | 3   | 0   |
| Dave Trottier    | Montreal Mar. | 6  | 2 | 1 | 3   | 4   |

## Beste Torhüter
Die kombinierte Tabelle zeigt die drei besten Torhüter in der Kategorie Gegentorschnitt sowie den jeweils Führenden in Shutouts und Siegen.
Abkürzungen: GP = Spiele, Min = Eiszeit (in Minuten), W = Siege, L = Niederlagen, T = Unentschieden, GA = Gegentore, SO = Shutouts, GAA = Gegentorschnitt; Fett: Bestwert; Sortiert nach Gegentorschnitt.
Erfasst werden nur Torhüter mit 120 absolvierten Spielminuten.
| Spieler           | Team          | GP | Min    | W | L | T | GA | SO | GAA  |
| ----------------- | ------------- | -- | ------ | - | - | - | -- | -- | ---- |
| Lorne Chabot      | Chicago       | 2  | 124:32 | 0 | 1 | 1 | 1  | 1  | 0,48 |
| Alex Connell      | Montreal Mar. | 7  | 537:00 | 5 | 0 | 2 | 8  | 2  | 1,12 |
| Tiny Thompson     | Boston        | 4  | 275:02 | 1 | 3 | 0 | 7  | 1  | 1,53 |
| George Hainsworth | Toronto       | 7  | 460:30 | 3 | 4 | 0 | 12 | 2  | 1,56 |